# Liste des noms vernaculaires de poissons
Cet article donne la liste alphabétique des noms vernaculaires des poissons les plus communs.
- Haut – A
- B
- C
- D
- E
- F
- G
- H
- I
- J
- K
- L
- M
- N
- O
- P
- Q
- R
- S
- T
- U
- V
- W
- X
- Y
- Z

## A
- Able de Heckel
- Ablette
- Achigan de mer
- Aiglefin
- Aiguillat commun
- Aiguillat noir
- Alose
- Anguille
- Apogon
- Anchois
- Apron du Rhône
- Aspe

## B
- Baliste
- Bar ou loup de mer
- Bar blanc
- Barbeau
- Barracuda
- Bardot (appelé aussi « colin » ou « merlu »)
- Baudroie
- Baudroie abyssale de Johnson
- Baudroie commune
- Baudroie d’Amérique
- Baudroie des abysses
- Blanchet
- Blageon
- Bogue
- Bonite
- Bouvière
- Brème
- Brochet
- Blade
- Beaux yeux ou dorade rose
- Billard ou maquereau espagnol
- Black-Bass
- Blennie ou bavarelle
- Brosme

## C
- Cabillaud
- Capelan
- Capret
- Capitaine_(poisson) (nom donné à tort la Perche du Nil)
- Carassin
- Carassin doré dit « poisson rouge »
- Cardine franche
- Carpe
- Carpe de roseau
- Carrelet
- Castagnole
- Cernier (poissons du genre Polyprion)
- Chabot
- Chapon
- Chat
- Chevesne
- Claresse
- Colin (nom générique de plusieurs poissons d'eau de mer)
- Congre
- Corb
- Corégone
- Coryphène
- Courbine (appelé aussi « maigre » et « grogneur »)
- Crénilabre
- Cyprinodonte

## D
- Daubenet
- Denti
- Dorade
- Doré jaune
- Dormelle
- Dragonnet

## E
- Églefin (famille de la morue )
- Elbot (nom commercial du flétan séché et salé)
- Éperlan
- Épinoche
- Épinochette
- Équille
- Escolier
- Espadon
- Esturgeon (Acipenser sturio)

## F
- Fanfre
- Flétan

## G
- Gallinette
- Gardon
- Girelle
- Gobie
- Gobio
- Goret
- Gorette
- Goujon
- Grand-gueule
- Grémille
- Grenadier
  - Grenadier de roche
- Grondin
- Guppy

## H
- Hotu
- Hareng
- Hippocampe
- Huchon

## I
- Ide mélanote
- Ibaïa (Sénégal)

## J
- Julienne ou linue ou lingue

## L
- Labre
- Lamproie
- Lançon
- Liche
- Lieu appelé aussi « merlu » ou « colin » ou « bardot »
- Lieu jaune
- Lieu noir
- Limande
- Lingue ou julienne ou linue
- Loche (nom générique commun à de nombreux poissons de fond)
- Lompe
- Loquette d'Europe
- Lorette
- Lotte
- Loubine
- Loup de mer

## M
- Machoiron
- Maigre
- Makaire
- Mako
- Malachigan
- Mandoule (en)
- Maquereau
- Maraîche ou requin-taupe
- Marbré
- Marigane noire
- Marlin
- Maskinongé
- Ménomini rond
- Merlan
- Merlu ou merluche
- Mérou
- Merval
- Meunier
- Mirandelle
- Môle
- Mora
- Morue
- Motelle
- Muge
- Mulet
- Murène

## N
- Napoléon

## O
- Oblade
- Omble chevalier
- Omble de fontaine[1]
- Ombre
- Opah
- Ouananiche

## P
- Pageot
- Pagre
- Panga
- Pataclet
- Perche
- Perche du Nil
- Phrynorhombe
- Piranha
- Plie
- Poisson-chat
- Poisson-chien
- Poisson clown
- Poisson-coffre
- Poisson lanterne
- Poisson-lune
- Poisson-pilote
- Poisson rouge
- Poisson zèbre

## R
- Raie
- Rascasse
- Rason
- Rémora commun
- Requin
  - Requin pèlerin
  - Requin marteau
  - Requin blanc
  - Requin-taureau
  - Requin-baleine
  - Requin-tigre
  - Requin-nourrice
  - Requin gris
  - Requin à pointes noires
- Rondin
- Rotengle
- Roucaou
- Rouget
- Roussette
- Rouvet

## S
- Saint-pierre
- Sandre
- Sar
- Sardine
- Sériole
- Sarran ou Serran commun
- Saumon
- Saupe

- Sébaste
- Séverau
- Sigan Corail
- Silure
- Sole
- Sprat

## T
- Tacaud
- Tanche
- Tanche-tautogue
- Tanude
- Targeur
- Tassergal
- Tautogue noir
- Tétraodon
- Thazard (poissons de la famille des maquereaux)
- Thon
  - Thon albacore
  - Thon blanc
  - Thon listao ou bonite à ventre rayé
  - Thon rouge
- Tilapia du Nil
- Truite
  - Truite arc-en-ciel
  - Truite de mer
  - Truite fario ou truite de rivière
- Turbot
  - Turbot de sable
  - Turbot (des Français)
  - Turbot de Terre-Neuve (flétan du Groenland)

## U
- Uranoscope

## V
- Vairon
- Vandoise
- Vieille (Tanche-tautogue)
- Vieille
- Vivaneau (nom employé pour de nombreuses espèces de poissons)
- Vive
  - Grande vive
  - Petite vive
  - Vive araignée
  - Vive rayée

## X
- Xipho ou porte-épée

### Listes par biotope
- Liste des poissons d'Andorre
- Liste des poissons de Méditerranée
- Liste des poissons de l'océan Atlantique
- Liste des poissons des lacs et rivières de France
- Liste des poissons de Guyane
- Liste de poissons des abysses

### Aquariophile
- Liste de poissons d'aquarium d'eau douce
- Liste de poissons d'aquarium d'eau de mer

### Pisciculture
- Liste des animaux d'élevage (animaux aquatiques)
- Pisciculture

### Cuisine
- Liste des poissons de mer utilisés en cuisine
- Liste des poissons des lacs et rivières utilisés en cuisine

### Autres
- Liste des familles de poissons
- Liste d'articles sur les poissons
- Liste de spécialistes de poissons